# Đại học Maryland, College Park
Viện Đại học Maryland, College Park hay Đại học Maryland, College Park (tiếng Anh: University of Maryland, College Park hay UMD) là một viện đại học công lập tại thành phố College Park, Maryland, ngoại vi thủ đô Washington D.C., Hoa Kỳ. Được thành lập năm 1856, Viện Đại học Maryland là học viện hàng đầu của tiểu bang Maryland và Hoa Kỳ, được xem là một trong những Public Ivy bởi Howard và Matthew Greene trong Greene's Guides (2001) và Forbes (2024) , được định nghĩa như một trong những học viện công lập danh tiếng nhất Hoa Kỳ và có môi trường học thuật sánh ngang với hệ trường tư thục danh giá Ivy League của Hoa Kỳ với mức học phí thấp. Viện Đại học Maryland là viện đại học chính đứng đầu (flagship) trong Hệ thống các Viện đại học Maryland, thường được xếp hạng trong 50-100 trường tốt nhất thế giới bởi nhiều bảng xếp hạng uy tín như U.S. News and World Report, Academic Ranking of World Universities, Forbes' University Ranking, và Webometrics, đặc biệt là các lĩnh vực khoa học công nghệ như Toán học, Vật Lý, Thiên văn học, Khoa Học Máy Tính, Kĩ Sư, Kinh tế học, Y Sinh, và nhiều lĩnh vực khác ở bậc đào tạo sau đại học như thạc sĩ và tiến sĩ. Viện Đại học Maryland được xếp hạng R1 Doctoral University (phân hạng cao nhất: có hoạt động nghiên cứu rất cao) bởi Carnegie Classification of Institutions of Higher Education.
Viện Đại học Maryland - College Park, có khuôn viên nằm gần thủ đô Washington, D.C, đã trở thành đối tác nghiên cứu quan trọng với các cơ quan chính phủ và tập đoàn công nghệ. Nhiều giảng viên được tài trợ bởi các cơ quan liên bang như Quỹ Khoa Học Quốc Gia (NSF), Viện Y Tế Quốc Gia (NIH), Cục Quản trị Hàng không và Không gian Quốc gia (NASA), Bộ Quốc phòng Hoa Kỳ, Cơ quan An ninh Quốc gia Hoa Kỳ (NSA), và Cục Điều tra Liên bang (FBI). Theo NSF, Viện Đại học Maryland đã đầu tư tổng cộng 1.14 tỉ đô la cho các dự án nghiên cứu trong năm 2021, xếp thứ 17 các trong các trường đại học Hoa Kì.
Viện đại học cũng là thành viên của Hiệp hội Viện Đại học Hoa Kỳ (Association of American Universities).

## Giảng dạy và Xếp hạng học thuật
Viện Đại học Maryland - College Park cấp 127 ngành học đại học và 112 ngành học sau đại học từ 12 trường khác nhau thuộc viện đại học bao gồm: Trường Nghệ thuật và Nhân Văn; Trường về Giáo dục; Trường về Khoa học Máy Tính, Toán và Vật Lý; Trường Báo chí Philip Merrill (Philip Merrill College of Journalism), từng đào tạo ra những ký giả như Connie Chung và Carl Bernstein, Jon Franklin, Jane Healy, Patrick Sloyan and Sarah Cohen; Trường Quản trị Kinh doanh Robert H. Smith; Trường Khoa học Xã Hội và Khoa học Hành Vi; Trường Công nghệ A. James Clark; Trường Âm nhạc; Trường Công nghệ Thông tin và Trường về Chính Sách Công.

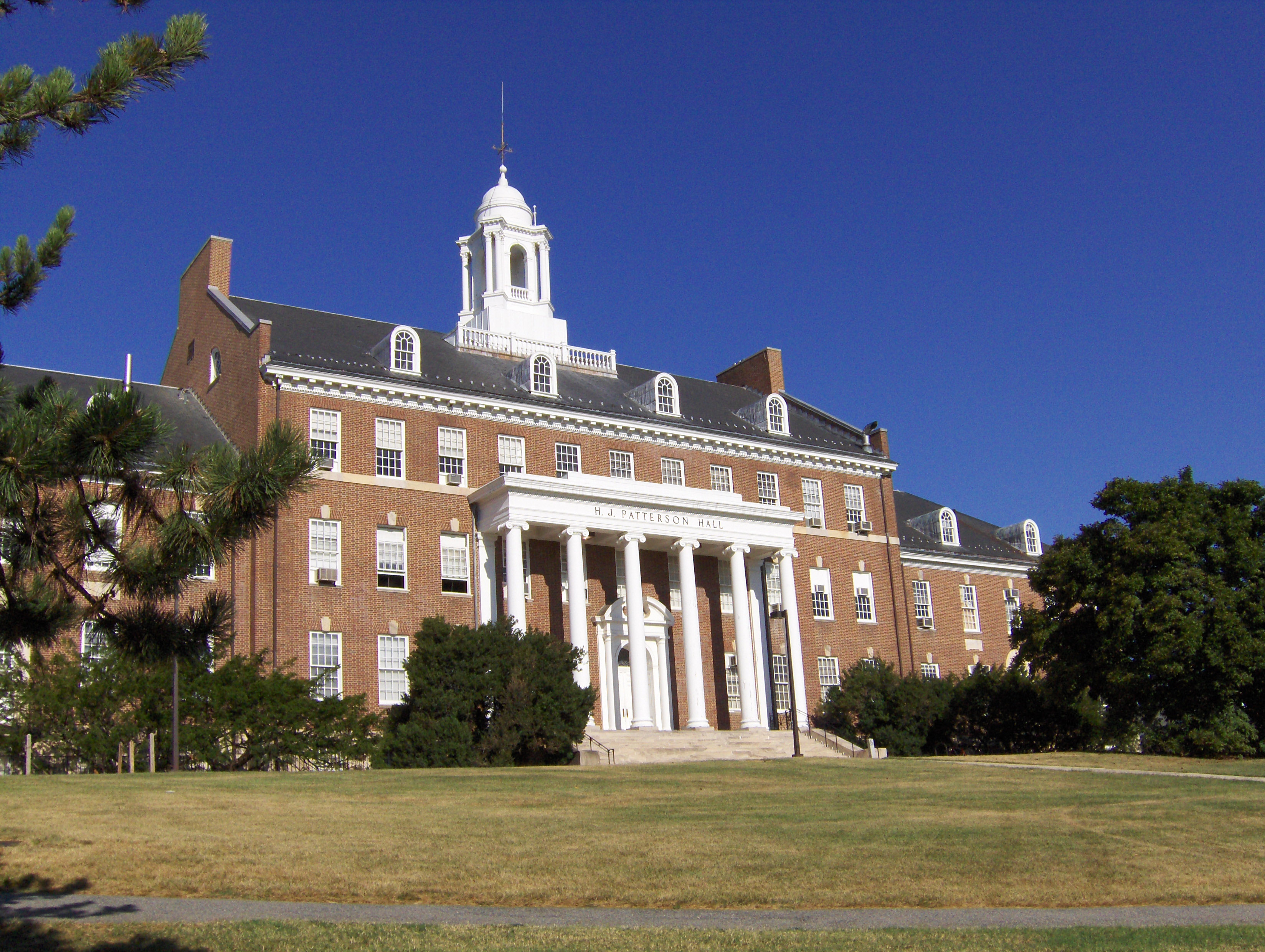
HJ Patterson Hall

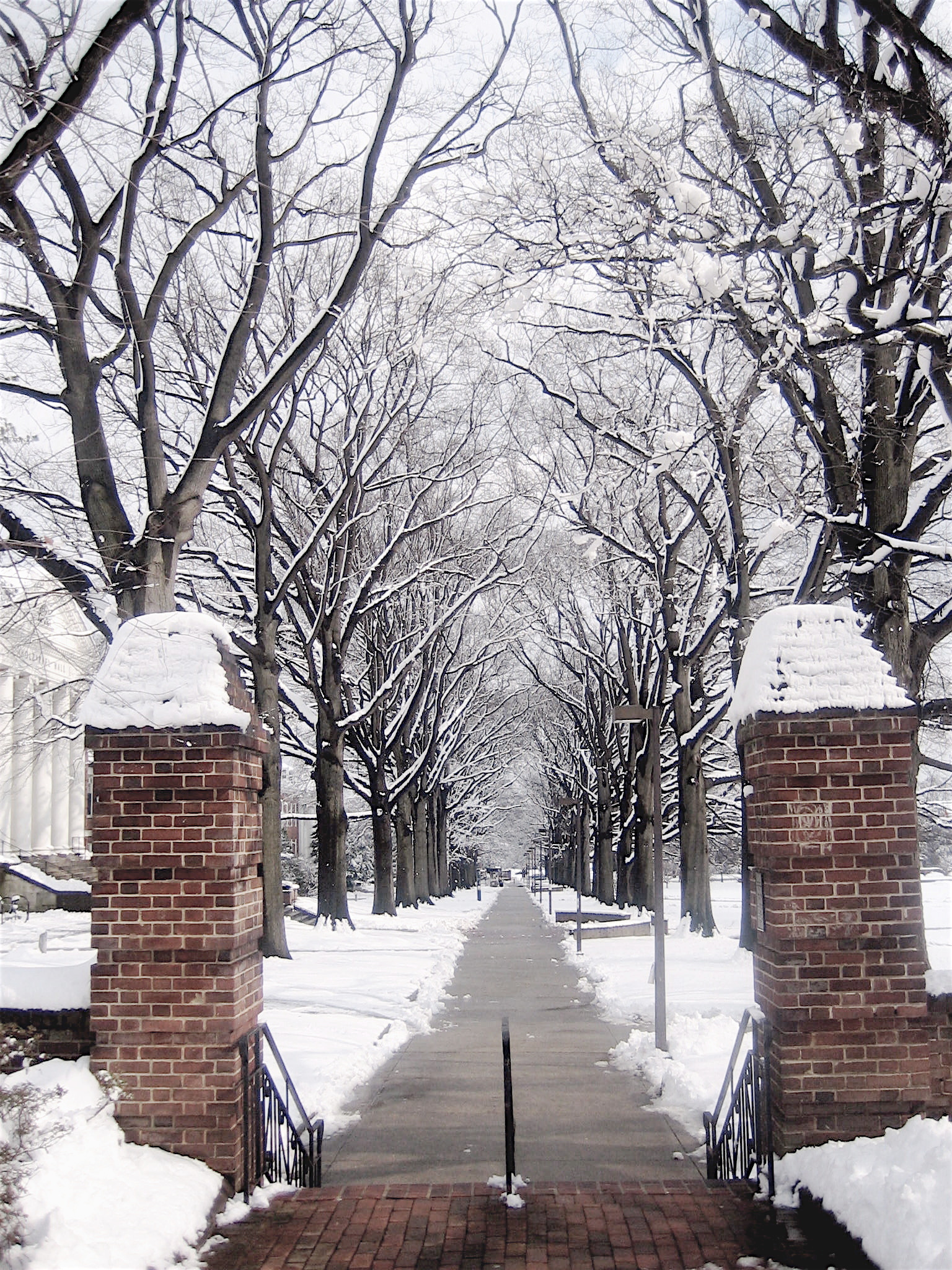
Winter scene along McKeldin Mall

Mới đây, Đại học Maryland được xếp hạng 46 toàn quốc trên tạp chí U.S. News and World Report, và hạng 18 trong số những đại học công lập. 31 chương trình giảng dạy được xếp vào Top 10 (bao gồm đại học và sau đại học), và 91 chương trình được xếp vào Top 25. Đại học chuyên xếp hạng các đại học thế giới, Đại học Shanghai Jiao Tong đã xếp Đại học Maryland hạng 37 trên thế giới và hạng 11 trong số những trường công lập của Mỹ. Newsweek xếp Đại học Maryland hạng 45 trên thế giới và Webometrics, một trang web về xếp hạng đại học, đã xếp Đại học Maryland hạng 19 trên tổng số 4000 trường đại học.

## Cựu sinh viên nổi bật
Trong lĩnh vực doanh nghiệp, những cựu sinh viên nổi bật của Viện Đại học Maryland - College Park bao gồm Sergei Brin, đồng sáng lập tập đoàn công nghệ Google; Michael D. Griffin, lãnh đạo thứ 11 của NASA; Brendan Iribe, đồng sáng lập và CEO đầu tiên của Oculus VR Inc. (hiện thuộc Meta Reality Labs); Kevin Plank, người sáng lập Under Armour; Chris Kubasik, cựu chủ tịch tập đoàn công nghiệp hàng không/quốc phòng Lockheed Martin; Jeong H. Kim, cựu chủ tịch Nokia Bell Labs; Ed Snider, chủ tịch hội đồng quản trị Comcast Spectator và chủ sở hữu đội bóng rổ NBA Philadelphia 76ers và đội hockey Philadelphia Flyers ; Tom Bernard, đồng chủ tịch Sony Pictures Classics; Bill Mayers, chủ sở hữu đội bóng Hartford Colonials và cựu CEO ngân hàng Credit Suisse; và rất nhiều cựu sinh viên nổi bật khác.
Trong lĩnh vực học thuật, những cựu sinh viên đoạt giải Nobel là Raymond Davis Jr. (Nobel Vật Lý 2002) và Herbert Hauptman (Nobel Hóa Học 1985). Trong lĩnh vực Toán Học, Charles Fefferman đoạt Huy chương Fields, thường được coi là giải Nobel của Toán Học. Nhà toán học George Dantzig , cha đẻ của quy hoạch tuyến tính, cũng là cựu sinh viên của trường. Ngoài ra, những cựu sinh viên khác đã đạt những giải thưởng / danh dự cao quý, trong đó có 36 giải Pulitzer, 73 thành viên Viện Hàn Lâm Khoa Học Quốc Gia Hoa Kì, học hàm Giáo Sư ở các viện nghiên cứu và trường đại học danh giá hàng đầu thế giới.
Trong chính trị, Viện Đại học Maryland có nhiều cựu sinh viên đang hoặc đã từng đảm nhiệm các chức vụ trong cao cấp trong chính phủ như Nguyên thủ Quốc gia, Thống đốc bang, Thượng nghị sĩ, Nghị sĩ, Chánh án, Tướng lĩnh Quân đội, Nhà ngoại giao, và các chức vụ khác trong chính phủ Mỹ hoặc nước ngoài.